# Qi Hong
Qi Hong (en chino, 祁宏; pinyin, Qí Hóng; Shanghái, China; 3 de junio de 1976) es un exfutbolista de China que jugaba en la posición de centrocampista.

## Carrera

### Club
| Periodo   | Club                 | Apariciones | Goles |
| --------- | -------------------- | ----------- | ----- |
| 1995–2001 | Shanghai Shenhua     | 145         | 24    |
| 2002–2004 | Shanghai COSCO Huili | 40          | 4     |
| 2005      | Shanghai The 9       | 11          | 4     |
| 2006      | Shanghai United      | 6           | 0     |

### Selección nacional
Disputó la Copa Mundial de Futsal de 1996 con el equipo chino.
Posteriomrente jugó para China en 39 ocasiones de 1998 a 2003 y anotó 11 goles; participó en la Copa Mundial de Fútbol de 2002 y en la Copa Asiática 2000.

## Logros
- Liga Jia-A: 1995
- Copa de China de fútbol: 1998

## Arreglo de partidos
El 12 de octubre de 2010 Qi Hong fue detenido por la policía por estar involucrado en un partido de liga arreglado el 30 de noviembre de 2003 ante el Tianjin Teda cuando era jugador del Shanghai International. Las alegaciones mostraron que su compañero de equipo Shen Si había sido sobornado por su entonces excompañero de equipo del Tianjin Teda, el gerente general Yang Yifeng por 12 millones de Yuanes a cambio de perder el partido, y por eso Shen le preguntó a sus compeñeros Qi Hong, Jiang Jin y Li Ming si lo podían ayudar. Tras ser arrestado por la policía, se averiguó que Qi Hong era culpable del arreglo de partidos y sentenciado de cinco a diez años de prisión el 13 de junio de 2012 y multado con 500&nbps;000 Yuanes junto a sus cómplices exceptuando a Shen Si, que fue sentenciado a 10 años.